# Mob Rules
《Mob Rules》는 1981년 11월 4일에 발매된 영국의 헤비 메탈 밴드 블랙 사바스의 열 번째 스튜디오 음반이다. 1980년 《Heaven and Hell》에 이어 두 번째이자 마지막 블랙 사바스 스튜디오 음반으로 1992년 음반 《Dehumanizer》에 앞서 리드 보컬 로니 제임스 디오가 수록되었다.
마틴 버치가 프로듀싱하고 엔지니어링한 이 음반은 2010년에 확장판 재발매를 했다.

## 곡 목록
작곡은 모두 로니 제임스 디오, 토니 아이오미 그리고 기저 버틀러가 맡았고, 작사는 모두 디오가 맡았다.
| #  | 제목                               | 재생 시간 |
| -- | ---------------------------------- | --------- |
| 1. | 〈Turn Up the Night〉              | 3:42      |
| 2. | 〈Voodoo〉                         | 4:32      |
| 3. | 〈The Sign of the Southern Cross〉 | 7:46      |
| 4. | 〈E5150〉                          | 2:54      |
| 5. | 〈The Mob Rules〉                  | 3:14      |

| #  | 제목                                  | 재생 시간 |
| -- | ------------------------------------- | --------- |
| 6. | 〈Country Girl〉                      | 4:02      |
| 7. | 〈Slipping Away〉                     | 3:45      |
| 8. | 〈Falling Off the Edge of the World〉 | 5:02      |
| 9. | 〈Over and Over〉                     | 5:28      |